# Dekanat włoski
Dekanat włoski – jeden z 13 dekanatów Arcybiskupstwa Zachodnioeuropejskich Parafii Tradycji Rosyjskiej. Dziekanem jest ks. Alexei Baikov.

## Parafie
W skład dekanatu wchodzi 7 parafii:
- Parafia św. Sylwestra Biskupa Rzymu w Alzano Lombardo – Pedrengo
- Parafia Ikony Matki Bożej „Wszystkich Strapionych Radość” w Brescii
- Parafia św. Jana Chryzostoma w Busto Arsizio
- Parafia Narodzenia Pańskiego i św. Mikołaja we Florencji
- Parafia Opieki Matki Bożej w Mediolanie
- Parafia św. Mikołaja Cudotwórcy w Rzymie
- Parafia Chrystusa Zbawiciela, św. Katarzyny i św. Serafina z Sarowa w San Remo